# Бовио, Марсела
Марсела Алехандра Бо́вио Гарси́а (исп. Marcela Alejandra Bovio García; родилась 17 октября 1979 года) — мексиканская певица, вокалистка мексикано-нидерландской симфо-метал-группы Stream of Passion.

## Биография
Марсела Бовио родилась 17 октября 1979 года на северо-востоке Мексики в городе Монтеррей, где живёт до сих пор. Её музыкальная карьера началась с поступления в музыкальную академию, куда Марселу и её сестру Диану посоветовал записать её крёстный отец. С этого времени Марсела начала серьёзно увлекаться музыкой. Её первым музыкальным опытом можно считать пение в школьном хоре, она призналась, что очень волновалась во время таких выступлений. В подростковом возрасте Марсела стала играть на скрипке и брала уроки классического пения. В это же время она начинает увлекаться альтернативным роком, прогрессивным роком и металом:

Я всегда любила меланхоличную музыку, поэтому я была очень вдохновлена готическими и дум-группами. Позже я заинтересовалась джазом, пост роком, этнической музыкой, и начала брать уроки джаза. В настоящее время я стараюсь держать ухо востро, чтобы поглощать столько музыкальных влияний, сколько смогу.
Оригинальный текст (англ.)I've always loved melancholic music, so I was very inspired by gothic and doom bands. Later on I became interested in jazz, post rock, world music, and began taking jazz harmony lessons. Nowadays I try to keep my ears open to absorb as many musical influences as I can.
— Марсела Бовио
Когда Марселе было 17 лет, она начала исполнять каверы с друзьями, но она играла на бас-гитаре. Потом в группе услышали песни в исполнении Марселы и она стала вокалисткой.
На концертах Марсела играет на скрипке и иногда на флейте, также она умеет играть на фортепиано и гитаре.
В Мексике в 2001 году Марсела Бовио вместе с Алехандро Милланом создают прогрессив-эмбиент-группу Elfonia, с которой записывают два альбома. Вместе с группой Марсела объездила с концертами всю Мексику. В 2006 году группа взяла перерыв на неопределённое время, а участники начали присоединяться к другим проектам.
В 2004 году Марсела Бовио выиграла конкурс на сайте Арьена Люкассена и приняла участие в записи альбома The Human Equation для проекта Ayreon. Основной целью этого конкурса было найти неизвестный талант, а конкурсантам было предложено прислать свои демо, Бовио отправила одну из записей Elfonia. Были выбраны 4 наиболее понравившиеся Арьену вокалистки, но после прослушивания он окончательно остановил свой выбор на Марселе. Она получила роль жены главного героя, роль которого озвучил Джеймс Лабри (Dream Theater).
После записи рок-оперы Арьен Люкассен был сильно потрясён талантом Марселы и предложил ей создать проект, где центральную позицию занимал бы её вокал. Бовио согласилась, появилась группа Stream of Passion. Для поиска других участников Люкассен использовал интернет и уже осенью 2005 года группа выпустила дебютный альбом Embrace the Storm.

## Дискография

### Hydra
- 1999 — Bosquejo (EP)

### Elfonía
- 2003 — Self Titled
- 2005 — This Sonic Landscape

### Stream of Passion
- 2005 — Embrace the Storm
- 2009 — The Flame Within
- 2011 — Darker Days
- 2014 — A War Of Our Own

### Гостевое участие

#### Ayreon
- 2004 — The Human Equation
- 2005 — The Final Experiment Reissue

#### Beto Vázquez Infinity
- 2008 — Darkmind

#### The Gathering
- 2009 — The West Pole

## Дополнительные факты
- Знает языки: испанский, английский, нидерландский и французский.
- Любимые музыкальные направления: прогрессивный рок, атмосферный рок, готический рок, пост-рок.
- Любимые группы: The 3rd and the Mortal, Dead Can Dance, Rush, King Crimson, Pink Floyd, Ayreon, Godspeed You! Black Emperor, Mogwai, Muse, Interpol, Gateway.
- Любимые фильмы: «Матрица», «Властелин Колец», «Лоботрясы», «Пробуждение жизни»
- Любимые книги: «Портрет Дориана Грея», «Божественная комедия», «Рифмы» и «Легенды» Густаво Адольфо Беккера, «Жестяной барабан».
- Любимый вид спорта: футбол.